# Bulbul culdaurat
El bulbul culdaurat (Pycnonotus aurigaster) és una espècie d'ocell de la família dels picnonòtids (Pycnonotidae). Es troba a Cambodja, Xina, Hong Kong, Indonèsia, Myanmar, Tailàndia i Vietnam. També nidifica a Laos. Els seus hàbitats principals són els boscos tropicals i subtropicals de frondoses humits de les terres baixes i de l'estatge montà, els matollars humits tropicals i subtropicals, les terres llaurades, els jardins rurals, les àrees urbanes i les àrees forestals fortament degradades. El seu estat de conservació es considera de risc mínim.